# Science magazine
Pour les articles homonymes, voir Science (homonymie).
Science magazine est un magazine trimestriel de vulgarisation scientifique, publié par Lafont presse depuis 2005.